# I compiti delle unioni della gioventù
I compiti delle unioni della gioventù (in russo Задачи союзов молодёжи?, Zadači sojuzov molodëži), oppure Compiti del Komsomol, titolo del discorso di Vladimir Lenin al III Congresso del Komsomol del 2 ottobre 1920, dove rispondeva alle domande di cosa devono fare i giovani per costruire una nuova società in Russia devastato dalla prima guerra mondiale e dalla guerra civile, e ha anche avvertito:
(Vladimir Lenin, I compiti delle unioni della gioventù)
(Vladimir Lenin, I compiti delle unioni della gioventù)
Pubblicate in formato scritto per la prima volta nel quotidiano "Pravda" il 5, 6 e 7 ottobre 1920. La tiratura di 200.000 copie andò immediatamente esaurita. Per soddisfare le esigenze distributive, l'opuscolo è stato riscritto su macchine da scrivere o riscritto a mano.
La guerra civile stava finendo ed era tempo che i giovani pensassero all'assetto del Paese e al loro futuro. Nel suo discorso Lenin ha prestato attenzione a vari aspetti della risoluzione dei problemi che inevitabilmente dovranno affrontare i giovani e le organizzazioni giovanili nel processo di formazione di una nuova società.
In primo luogo, ogni giovane generazione deve decidere da sola la questione di cosa studiare e come studiare, poiché insieme alla trasformazione della vecchia società, l'insegnamento e l'educazione delle nuove generazioni che creeranno una nuova società non possono essere antiche. Ma deve partire dal materiale lasciato dalla vecchia società. E la nuova generazione può costruire una nuova società solo dalla somma di conoscenze, organizzazioni e istituzioni, con la riserva di forze umane e risorse rimaste dalla vecchia società.
Dal 1920 al 1971 il testo del discorso è stato pubblicato 499 volte, in 75 lingue, per un totale di oltre 25 milioni di copie.